# Meridià 81 a l'oest
El meridià 81 a l'oest de Greenwich és una línia de longitud que s'estén des del pol Nord travessant l'oceà Àrtic, Amèrica, l'oceà Atlàntic, l'oceà Pacífic, l'oceà Antàrtic, i l'Antàrtida fins al pol Sud.
El meridià 81 a l'oest forma un cercle màxim amb el meridià 99 a l'est. Com tots els altres meridians, la seva longitud correspon a una semicircumferència terrestre, uns 20.003,932 km. Al nivell de l'Equador, és a una distància del meridià de Greenwich de 9.017 km.

## De Pol a Pol
Començant en el pol Nord i dirigint-se cap al pol Sud, aquest meridià travessa:
| Coordenades                             | País, territori o mar | Notes |
| --------------------------------------- | --------------------- | --- |
| 90° 0′ N, 81° 0′ O / 90.000°N,81.000°O  | Oceà Àrtic            | |
| 82° 49′ N, 81° 0′ O / 82.817°N,81.000°O | Canadà                | Nunavut — Ellesmere |
| 76° 8′ N, 81° 0′ O / 76.133°N,81.000°O  | Estret de Jones       | |
| 75° 37′ N, 81° 0′ O / 75.617°N,81.000°O | Canadà                | Nunavut — Illa Devon |
| 76° 8′ N, 81° 0′ O / 76.133°N,81.000°O  | Estret de Lancaster   | |
| 73° 45′ N, 81° 0′ O / 73.750°N,81.000°O | Navy Board Inlet      | Passa a l'oest de l'illa de Bylot, Nunavut, Canadà (a 73° 36′ N, 80° 53′ O / 73.600°N,80.883°O) |
| 73° 13′ N, 81° 0′ O / 73.217°N,81.000°O | Canadà                | Nunavut — Illa de Baffin |
| 69° 45′ N, 81° 0′ O / 69.750°N,81.000°O | Conca de Foxe         | Passa a l'est de la península de Melville, Nunavut, Canadà (a 69° 5′ N, 81° 13′ O / 69.083°N,81.217°O) |
| 65° 30′ N, 81° 0′ O / 65.500°N,81.000°O | Canal de Foxe         | |
| 63° 59′ N, 81° 0′ O / 63.983°N,81.000°O | Canadà                | Nunavut — Península de Bell, Illa Southampton |
| 63° 26′ N, 81° 0′ O / 63.433°N,81.000°O | Badia de Hudson       | |
| 54° 50′ N, 81° 0′ O / 54.833°N,81.000°O | Badia de James        | |
| 56° 7′ N, 81° 0′ O / 56.117°N,81.000°O  | Canadà                | Nunavut — Illa Akimiski |
| 52° 44′ N, 81° 0′ O / 52.733°N,81.000°O | Badia de James        | |
| 52° 1′ N, 81° 0′ O / 52.017°N,81.000°O  | Canadà                | Ontario — passa a través de la Badia georgiana, Llac Huron |
| 42° 39′ N, 81° 0′ O / 42.650°N,81.000°O | Llac Erie             | |
| 41° 51′ N, 81° 0′ O / 41.850°N,81.000°O | Estats Units          | Ohio Virgínia Occidental — des de 39° 34′ N, 81° 0′ O / 39.567°N,81.000°O Virgínia — des de 37° 18′ N, 81° 0′ O / 37.300°N,81.000°O Carolina del Nord — des de 36° 33′ N, 81° 0′ O / 36.550°N,81.000°O Carolina del Sud — des de 35° 4′ N, 81° 0′ O / 35.067°N,81.000°O, passa a través de Columbia (a 34° 0′ N, 81° 0′ O / 34.000°N,81.000°O) Geòrgia — des de 32° 5′ N, 81° 0′ O / 32.083°N,81.000°O |
| 31° 51′ N, 81° 0′ O / 31.850°N,81.000°O | Oceà Atlàntic         | |
| 29° 12′ N, 81° 0′ O / 29.200°N,81.000°O | Estats Units          | Florida |
| 25° 7′ N, 81° 0′ O / 25.117°N,81.000°O  | Badia de Florida      | |
| 24° 44′ N, 81° 0′ O / 24.733°N,81.000°O | Estats Units          | Florida — Key Vaca |
| 24° 43′ N, 81° 0′ O / 24.717°N,81.000°O | Oceà Atlàntic         | Estrets de Florida |
| 23° 6′ N, 81° 0′ O / 23.100°N,81.000°O  | Cuba                  | |
| 22° 3′ N, 81° 0′ O / 22.050°N,81.000°O  | Mar Carib             | Passa a l'est de l'illa de Grand Cayman, Illes Caiman (a 19° 20′ N, 81° 5′ O / 19.333°N,81.083°O) |
| 8° 50′ N, 81° 0′ O / 8.833°N,81.000°O   | Panamà                | |
| 7° 37′ N, 81° 0′ O / 7.617°N,81.000°O   | Oceà Pacífic          | |
| 2° 11′ S, 81° 0′ O / 2.183°S,81.000°O   | Equador               | Per 1 km vora la ciutat de Salinas |
| 2° 12′ S, 81° 0′ O / 2.200°S,81.000°O   | Oceà Pacífic          | Golf de Guayaquil |
| 4° 1′ S, 81° 0′ O / 4.017°S,81.000°O    | Perú                  | |
| 5° 23′ S, 81° 0′ O / 5.383°S,81.000°O   | Oceà Pacífic          | |
| 5° 50′ S, 81° 0′ O / 5.833°S,81.000°O   | Perú                  | |
| 6° 8′ S, 81° 0′ O / 6.133°S,81.000°O    | Oceà Pacífic          | Passa a l'oest de l'illa Alexander Selkirk, Xile (a 33° 44′ S, 80° 47′ O / 33.733°S,80.783°O) |
| 60° 0′ S, 81° 0′ O / 60.000°S,81.000°O  | Oceà Antàrtic         | |
| 72° 16′ S, 81° 0′ O / 72.267°S,81.000°O | Antàrtida             | Territori Antàrtic Xilè, reclamat per Xile |